# Интегрин альфа-4
Интегрин альфа-4 (α4, CD49d) — мембранный белок, гликопротеин из надсемейства интегринов, продукт гена ITGA4, альфа-субъединица интегрина VLA-4.

## Функции
Интегрин альфа-4 образует гетеродимерные интегрины с бета-интегринами 1 (α4β1) и 7 (α4β7). 
Интегрины альфа-4/бета-1 (α4β1, называемый также англ. very late antigen-4, VLA-4) и альфа-4/бета-7 (α4β7)  являются рецепторами для фибронектина и VCAM1. Они распознают один или несколько доменов внутри CS-1 и CS-5 регионов фибронектина, формирующихся в результате альтернативного сплайсинга. Интегрин альфа-4/бета-1 распознаёт последовательность Q-I-D-S в VCAM1. Интегрин альфа-4/бета-7 является рецептором MADCAM1, распознаёт в последнем последовательность L-D-T. 
На поверхности активированных эндотелиальных клеток интегрин VLA-4 обеспечивает гомотипическую аггрегацию VLA-4-положительных лейкоцитарных клеточных линий. Может также участвовать в цитолитическом взаимодействии T-лимфоцитов с клетками-мишенями. 
Взаимодействует с внутриклеточными белкоми PXN, LPXN и TGFB1I1/HIC5, а также с хондроитин-сульфатными цепями CSPG4.

## Структура
Интегрин альфа-4 — крупный белок, состоит из 999 аминокислот, молекулярная масса белковой части — 114,9 кДа. N-концевой участок (943 аминокислоты) является внеклеточным, далее расположен единственный трансмембранный фрагмент и короткий внутриклеточный фрагмент (31 аминокислота). Внеклеточный фрагмент включает 7 FG-GAP повторов, SG1 мотив, участвующий во взаимодействии с хондроитин-сульфатами, и  от 4 до 11 участков N-гликозилирования. Цитозольный участок включает GFFKR-мотив и участок фосфорилирования по серину. 
В процессе ограниченного протеолиза внутримолекулярный участок вырезается и образуются тяжёлая и лёгкая цепи, связанные дисульфидной связью.

## См.также
- Интегрины
- Кластер дифференцировки